# 我們能 (巴西)
我們能（葡萄牙語：Podemos）是一个巴西政党，原名國家工黨，于1945年由巴西工黨的持不同政见者退党创立。该党曾与1960年巴西总统选举中支持雅尼奥·奎德罗斯，并成功当选。在1965年被军政府下令解散，1995年重组。
2017年5月更名為我們能，但在意识形态上它与西班牙政党我们能有极大的不同。该党甚至声称，其名字的灵感并非来自任何其他党派，而是来自巴拉克奥巴马的竞选口号“是的，我们可以”。